# GH Большого Пса
GH Большого Пса (лат. GH Canis Majoris), HD 57890 — одиночная переменная звезда в созвездии Большого Пса на расстоянии приблизительно 1233 световых лет (около 378 парсеков) от Солнца. Видимая звёздная величина звезды — от +6,95m до +6,71m.

## Характеристики
GH Большого Пса — красный гигант, пульсирующая медленная неправильная переменная звезда (LB:) спектрального класса M6III или M7.